# Episodi di Kung Fu Panda: Il cavaliere dragone (terza stagione)
La terza e ultima stagione della serie animata Kung Fu Panda - Il cavaliere dragone, composta da 19 episodi, è stata interamente pubblicata dal servizio di streaming on demand Netflix il 7 settembre 2023 in tutti i paesi in cui il servizio è disponibile.
| Nº | Nº | Titolo Originale                | Titolo Italiano                           | Pubblicazione    |
| -- | -- | ------------------------------- | ----------------------------------------- | ---------------- |
| 24 | 1  | The trial of Mr. Ping           | Il processo al signor Ping                | 7 settembre 2023 |
| 25 | 2  | I'm not good at being bad       | Non sono bravo a essere cattivo           | 7 settembre 2023 |
| 26 | 3  | A family friend                 | Un amico di famiglia                      | 7 settembre 2023 |
| 27 | 4  | English opening                 | Apertura inglese                          | 7 settembre 2023 |
| 28 | 5  | Festermouth swamp monster       | Il mostro della palude di Festermouth     | 7 settembre 2023 |
| 29 | 6  | Tea time problems               | Problemi all'ora del tè                   | 7 settembre 2023 |
| 30 | 7  | Benny and the Jesters           | Benny e i giullari                        | 7 settembre 2023 |
| 31 | 8  | The black steel of the equinox  | L'acciaio nero dell'equinozio             | 7 settembre 2023 |
| 32 | 9  | Luthera's shield                | Lo scudo di Luthera                       | 7 settembre 2023 |
| 33 | 10 | The Battle of Tianshang: Part 1 | La battaglia di Tianshang (prima parte)   | 7 settembre 2023 |
| 34 | 11 | The Battle of Tianshang: Part 2 | La battaglia di Tianshang (seconda parte) | 7 settembre 2023 |
| 35 | 12 | The Pangea                      | La Pangea                                 | 7 settembre 2023 |
| 36 | 13 | The poison ravine               | Il burrone velenoso                       | 7 settembre 2023 |
| 37 | 14 | The key                         | La chiave                                 | 7 settembre 2023 |
| 38 | 15 | The last Dumont                 | L'ultimo Dumont                           | 7 settembre 2023 |
| 39 | 16 | Find yourself                   | Trovare se stessi                         | 7 settembre 2023 |
| 40 | 17 | The beginning of the end        | L'inizio della fine                       | 7 settembre 2023 |
| 41 | 18 | The Dragon Riders: Part 1       | I cavalieri dragone (prima parte)         | 7 settembre 2023 |
| 42 | 19 | The Dragon Riders: Part 2       | I cavalieri dragone (seconda parte)       | 7 settembre 2023 |